# Daniel Pudil
Daniel Pudil (* 27. září 1985, Praha) je bývalý český fotbalový záložník či obránce a reprezentant, který naposledy působil v klubu FK Viktoria Žižkov, kde ukončil kariéru v roce 2021. Hrál na postu levého záložníka či obránce. Mimo ČR působil na klubové úrovni v Belgii, Španělsku, Itálii a Anglii.

## Klubová kariéra

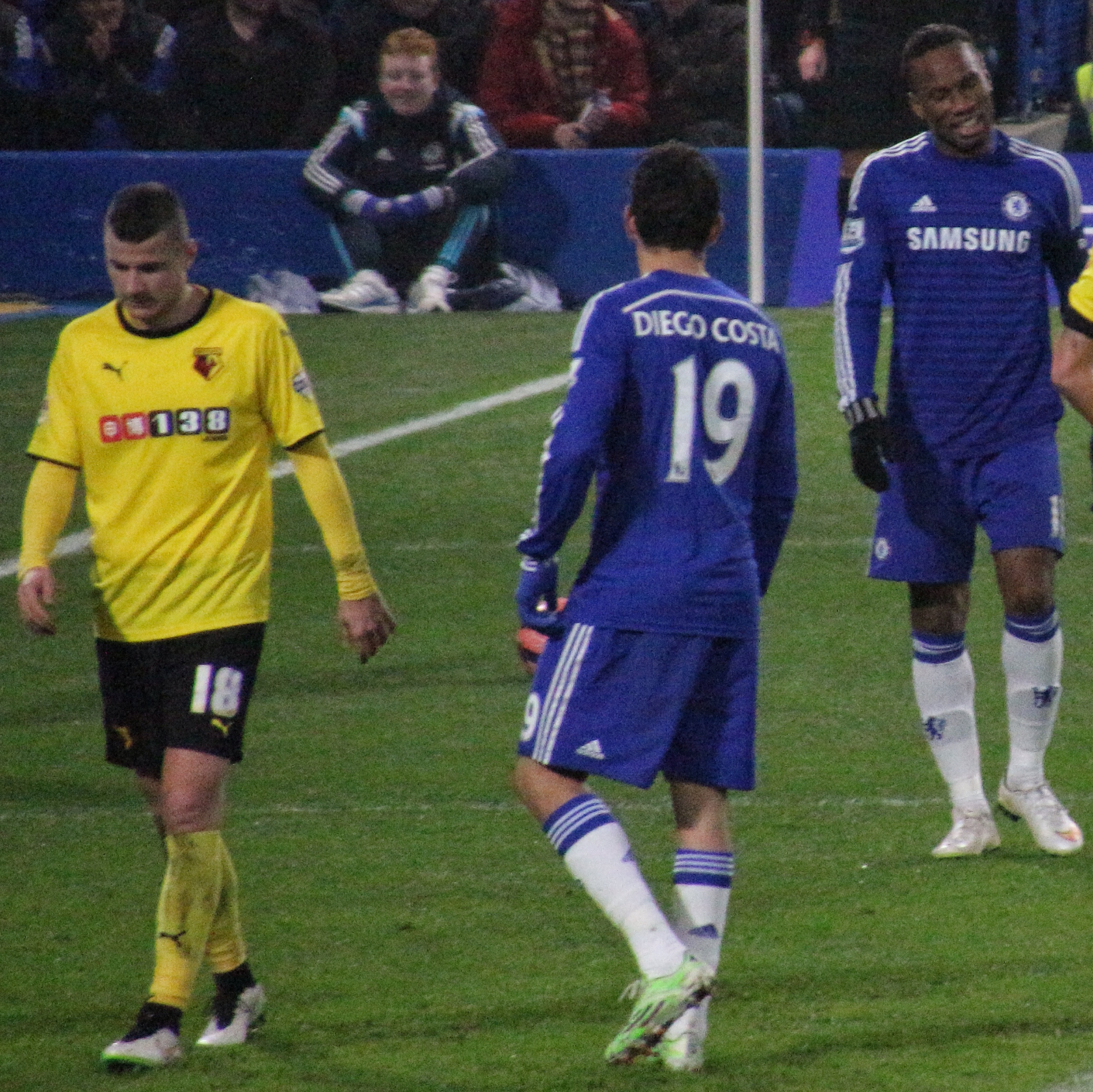
Pudil (ve žlutém) v souboji s Chelsea (2015)

Svoji fotbalovou kariéru začal v pražské Spartě.

### FK Chmel Blšany
V roce 2003 přestoupil do týmu FK Chmel Blšany, kde strávil jednu sezonu. Během této doby odehrál v lize 11 střetnutí, ve kterých vstřelil dvě branky.

### FC Slovan Liberec
V létě 2004 zamířil do Slovanu Liberec, se kterým v ročníku 2005/06 dosáhl ligového primátu. Celkem v dresu Slovanu nastoupil k 70 ligovým utkání, dal šest gólů.

### SK Slavia Praha (hostování)
V průběhu podzimní části sezony 2007/08 odešel na půl roku hostovat do Slavie Praha, která v prosinci 2007 uplatnila opci a hostování bylo prodlouženo do léta 2008. Na jaře 2008 s klubem získal mistrovský titul. Po skončení ročníku Slavia na hráče nevyužila předkupní právo na trvalý přestup a hráč se vrátil zpět do svého mateřského klubu. Za Slavii nastoupil v lize k 21 utkáním, ve kterých vsítil šest branek.

### KRC Genk
1. července 2008 přestoupil za 1,5 mil. euro do belgického celku KRC Genk, kde strávil tři sezóny a v ročníku 2010/11 získal belgický titul mistra ligy. V Eerste klasse debutoval 17. srpna v zápase proti antverpskému klubu Beerschot AC. První branku v dresu Genku vstřelil 14. září 2008 v utkání proti domácímu SV Zulte-Waregem, když v 70. minutě zvyšoval na konečných 3:1 pro hosty. S Genkem dosáhl i na prvenství v belgickém fotbalovém poháru a Superpoháru. Za mužstvo odehrál 121 ligových zápasů a dal čtyři branky.

### Granada CF
V lednu 2012 podepsal kontrakt na 5,5 roku se španělským celkem Granada CF. Za Granadu nenastoupil k žádnému střetnutí v lize.

### AC Cesena (hostování)
Po přestupu do Granady byl vzápětí poslán na hostování do italského týmu AC Cesena. Celkem v dresu mužstva odehrál sedm utkání, ve kterých se jedenkrát střelecky prosadil.

### Watford FC
Pro sezónu 2012/13 se přesunul na hostování do anglického mužstva Watford FC, kde se setkal s českým spoluhráčem Matějem Vydrou. První gól za Watford vstřelil 1. ledna 2013 v domácím utkání proti Charltonu Athletic, když v 11. minutě otevíral skóre zápasu. Watford nakonec prohrál 3:4. V červenci 2013 do Watfordu přestoupil, podepsal smlouvu až do roku 2017.
Sezóna 2014/15 byla úspěšná, s týmem Watfordu slavil přímý postup do Premier League. Za klub nastoupil k 99 zápasům v lize, v nichž vstřelil tři góly.

### Sheffield Wednesday FC
Koncem srpna 2015 před uzavírkou letních přestupů odešel na hostování do druholigového anglického Sheffieldu Wednesday. S celkem na jaře 2016 bojoval v play-off o postup do Premier league, ale Sheffield nakonec podlehl ve finále 0:1 Hull City FC. Před ročníkem 2016/17 do Wednesday natrvalo přestoupil.

### FK Mladá Boleslav
V červnu 2019 se vrátil zpět do Čech jako volný hráč po vypršení smlouvy v klubu Sheffield Wednesday FC. S klubem FK Mladá Boleslav podepsal dvouletý kontrakt. Velkou motivací byl boj o účast v Evropské lize, ovšem klub nepřešel ve 3. předkole přes Rumunský FCSB.

## Reprezentační kariéra

### Mládežnické výběry
Daniel Pudil nastoupil za některé mládežnické výběry České republiky. Bilance:
- reprezentace do 19 let: 8 utkání (4 výhry, 2 remízy, 2 prohry), 0 vstřelených gólů
- reprezentace do 21 let: 16 utkání (5 výher, 5 remíz, 6 proher), 1 vstřelený gól

S českou reprezentací do 21 let se zúčastnil Mistrovství Evropy v roce 2007, kde ČR skončila po zápasech s Anglií (0:0), Srbskem (prohra 0:1) a Itálií (prohra 1:3) se ziskem 1 bodu na poslední čtvrté příčce základní skupiny B.

### A-mužstvo
První zápas v A-mužstvu české reprezentace absolvoval Pudil 7. února 2007 proti domácí Belgii, toto přátelské utkání český celek vyhrál 0:2. Daniel nastoupil do 2. poločasu. První gól vstřelil ve svém třetím reprezentačním utkání 21. listopadu 2007 proti domácímu Kypru (výhra ČR 2:0), když se prosadil ve 12. minutě a vstřelil úvodní branku. 14. května 2008 jej trenér Karel Brückner povolal do širšího kádru na EURO 2008, ale na šampionát jel místo něj nakonec Rudolf Skácel. Byl nominován rovněž pro EURO 2012 trenérem Michalem Bílkem, ale situace se opakovala, na závěrečný turnaj se dostal místo něj někdo jiný, tentokrát Vladimír Darida. Dostal se až na EURO 2016 ve Francii, kam jej nominoval trenér Pavel Vrba. Zde odehrál jediný zápas, nastoupil na celé utkání v posledním střetnutí základní skupiny proti repre čtvrtém místě tabulky, a do osmifinále nepostoupili.

### Reprezentační zápasy a góly
| Rok    | Zápasy | Góly |
| ------ | ------ | ---- |
| 2004   | 8      | 0    |
| Celkem | 8      | 0    |

| Rok    | Zápasy | Góly |
| ------ | ------ | ---- |
| 2004   | 1      | 0    |
| 2005   | 3      | 1    |
| 2006   | 10     | 0    |
| 2007   | 2      | 0    |
| Celkem | 16     | 1    |

| 2007                 | 3  | 1 |
| 2009                 | 7  | 1 |
| 2010                 | 6  | 0 |
| 2011                 | 6  | 0 |
| 2012                 | 1  | 0 |
| 2014                 | 4  | 0 |
| 2015                 | 2  | 0 |
| 2016                 | 6  | 0 |
| Celkem               | 35 | 2 |
| Platí k 16. 11. 2018 |    |   |

Góly Daniela Pudila za českou reprezentaci do 21 let
| Gól | Datum        | Stadion                         | Soupeř | Skóre (min.) | Výsledek | Soutěž                     | Gól         |
| --- | ------------ | ------------------------------- | ------ | ------------ | -------- | -------------------------- | ----------- |
| 010 | 11. 10. 2005 | Pohjola Stadium, Vantaa, Finsko | Finsko | 01:3 0(82.)  | 1:3      | kvalifikace na ME U21 2006 | padl ze hry |

Góly Daniela Pudila za A-mužstvo české reprezentace
| 010                | 21. 11. 2007 | GSP Stadium, Nikósie     | Kypr      | 00:10 (11.) | 0:2 | Kvalifikace na EURO 2008 | padl ze hry |
| 02                 | 05. 9. 2009  | Tehelné pole, Bratislava | Slovensko | 01:10 (68.) | 2:2 | Kvalifikace na MS 2010   | padl ze hry |
| Platí k 5. 9. 2016 |              |                          |           |             |     |                          |             |

## Soukromý život
Je také členem týmu Real TOP Praha, v jehož dresu se zúčastňuje charitativních zápasů a akcí.